# Lecanora guderleyi
Lecanora guderleyi är en lavart som beskrevs av Lumbsch & Messuti. Lecanora guderleyi ingår i släktet Lecanora och familjen Lecanoraceae.   Inga underarter finns listade i Catalogue of Life.